# Children's corner
Children's corner , på svenska Barnens hörna (L. 113) är en svit med sex stycken för solopiano av Claude Debussy. Den publicerades av Durand 1908 och hade världspremiär i Paris, framfört av Harold Bauer, den 18 december samma år. 1911 hade en orkestrering av arbetet av Debussys vän André Caplet premiär vilket senare publicerades. Hela sviten varar i ungefär 15 minuter.

## Inspiration
Sviten är tillägnad Debussys dotter, Claude-Emma som var tre år gammal när den skrevs. Styckena är inte avsedda att spelas av barn, utan namnet kommer av att Debussy lät sig inspireras av barndomen och några av Claude-Emmas leksaker.
Claude-Emma föddes den 30 oktober 1905 i Paris, och beskrivs som ett livligt och vänligt barn som var avgudad av sin far. Hon dog av difteri den 14 juli 1919, knappt ett år efter sin fars död.

## Struktur
Det finns sex stycken i sviten, alla med en engelskspråkig titel. Detta val av språk är mest sannolikt Debussys på grund av att Claude-Emma hade en engelsk guvernant. Bitarna är:
- Doctor Gradus ad Parnassum
- Jimbo's Lullaby
- Serenade for the Doll
- The Snow is Dancing
- The Little Shepherd
- Golliwogg's Cakewalk